# Deon Hemmings
Deon Hemmings (* 9. Oktober 1968 im Saint Ann Parish) ist eine ehemalige jamaikanische Hürdenläuferin und Olympiasiegerin.
Hemmings gewann bei den Weltmeisterschaften in der Disziplin 400-Meter-Hürdenlauf 1995 in Göteborg die Bronzemedaille, 1997 in Athen die Silbermedaille und 1999 in Sevilla die Bronzemedaille. 1997 in Athen gewann sie zudem mit der jamaikanischen 4-mal-400-Meter-Staffel eine Bronzemedaille. Bei den Commonwealth Games 1994 in Victoria gewann sie im 400-Meter-Hürdenlauf die Silbermedaille hinter Sally Gunnell (ENG) und vor Debbie-Ann Parris (JAM).
Bei den Olympischen Spielen 1996 in Atlanta gewann sie im 400-Meter-Hürdenlauf die Goldmedaille vor der beiden US-Amerikanerinnen Kim Batten und Tonja Buford-Bailey. Dies war die erste olympische Goldmedaille, die eine Frau für Jamaika errang.
Bei den Olympischen Spielen 2000 in Sydney gewann sie in der gleichen Disziplin die Silbermedaille, hinter Irina Priwalowa (RUS) und vor Nezha Bidouane (MAR) sowie die Mannschaftssilbermedaille in der 4-mal-400-Meter-Staffel zusammen mit ihren Teamkolleginnen Sandie Richards, Catherine Scott-Pomales und Lorraine Graham.
Bei den Weltmeisterschaften 2001 in Edmonton gewann sie nur im Vorlauf startend die Goldmedaille.
1996 und 2000 wurde Hemmings zu Jamaikas Sportlerin des Jahres gewählt; 2000 gemeinsam mit Lorraine Graham.